# Championnat de Tunisie de football 1986-1987
Navigation
Saison précédente Saison suivante
La saison 1986-1987 du championnat de Tunisie de football est la 32e édition de la première division tunisienne à poule unique, la Ligue Professionnelle 1. Les quatorze meilleurs clubs tunisiens jouent les uns contre les autres à deux reprises durant la saison, à domicile et à l'extérieur. En fin de saison, les deux derniers du classement sont relégués et remplacés par les deux meilleurs clubs de la Ligue Professionnelle 2 (D2) tandis que le douzième dispute un barrage de promotion-relégation face au troisième de la D2.
L'Étoile sportive du Sahel conserve son titre en terminant en tête du championnat ; elle remporte le sixième titre de champion de son histoire, devançant le Club africain de cinq points et l'Espérance sportive de Tunis de six points.

## Clubs participants
| - Sfax railway sport - Océano Club de Kerkennah - Club africain - Espérance sportive de Tunis - Étoile sportive du Sahel - Club athlétique bizertin - Club sportif de Hammam Lif | - Union sportive monastirienne - Stade tunisien - Club sportif sfaxien - Club olympique des transports - Promu de LP2 - Avenir sportif de La Marsa - Olympique de Béja - Jeunesse sportive kairouanaise |

## Compétition

### Classement
Le barème de points servant à établir le classement change à partir de cette saison; il se décompose ainsi :
- Victoire : 4 points
- Match nul : 2 points
- Défaite : 1 point

| Rang | Équipe                            | Pts | J  | G  | N  | P  | Bp | Bc | Diff |
| ---- | --------------------------------- | --- | -- | -- | -- | -- | -- | -- | ---- |
| 1    | Étoile sportive du Sahel (T)      | 79  | 26 | 16 | 5  | 5  | 42 | 19 | +23  |
| 2    | Club africain                     | 74  | 26 | 13 | 9  | 4  | 26 | 16 | +10  |
| 3    | Espérance sportive de Tunis       | 73  | 26 | 12 | 11 | 3  | 35 | 16 | +19  |
| 4    | Jeunesse sportive kairouanaise    | 65  | 26 | 9  | 12 | 5  | 31 | 25 | +6   |
| 5    | Union sportive monastirienne      | 60  | 26 | 8  | 10 | 8  | 30 | 33 | -3   |
| 6    | Club athlétique bizertin (C)      | 58  | 26 | 7  | 11 | 8  | 23 | 33 | -10  |
| 7    | Club olympique des transports (P) | 58  | 26 | 8  | 8  | 10 | 25 | 30 | -5   |
| 8    | Club sportif de Hammam Lif        | 57  | 26 | 7  | 10 | 9  | 27 | 23 | +4   |
| 9    | Stade tunisien                    | 55  | 26 | 5  | 14 | 7  | 25 | 25 | 0    |
| 10   | Club sportif sfaxien              | 55  | 26 | 7  | 8  | 11 | 29 | 31 | -2   |
| 11   | Olympique de Béja                 | 53  | 26 | 5  | 12 | 9  | 20 | 27 | -7   |
| 12   | Océano Club de Kerkennah          | 52  | 26 | 6  | 8  | 12 | 28 | 42 | -14  |
| 13   | Sfax railway sport                | 51  | 26 | 4  | 13 | 9  | 16 | 22 | -6   |
| 14   | Avenir sportif de La Marsa        | 50  | 26 | 5  | 9  | 12 | 16 | 31 | -15  |

|  | Qualification pour la coupe des clubs champions africains 1988                               |
|  | Qualification pour la coupe d'Afrique des vainqueurs de coupe 1988                           |
|  | Qualification pour la coupe des clubs champions arabes 1988                                  |
|  | Participation au barrage de promotion-relégation                                             |
|  | Relégation directe en deuxième division                                                      |
|  | (T) Tenant du titre (C) Vainqueur de la coupe de Tunisie (P) Club promu de deuxième division |

### Matchs

#### Barrage de promotion-relégation
Le douzième de la Ligue Professionnelle 1, l'Océano Club de Kerkennah, affronte le troisième de la LP2, Grombalia Sports, lors d'un barrage organisé en matchs aller et retour.
| Équipe 1               | Résultat | Équipe 2                       | Aller | Retour |
| ---------------------- | -------- | ------------------------------ | ----- | ------ |
| Grombalia Sports (LP2) | 1e - 1   | Océano Club de Kerkennah (LP1) | 0 - 0 | 1 - 1  |

Le Grombalia Sports remporte le barrage au bénéfice du but marqué à l'extérieur : il est promu en première division alors que l'Océano Club de Kerkennah est relégué en LP2.

### Meilleurs buteurs
- Adnène Laajili (Union sportive monastirienne) : 14
- Lotfi Hassoumi (Étoile sportive du Sahel) : 12
- Ezzeddine Hadj Sassi (Océano Club de Kerkennah) : 11
- Bassem Jeridi (Espérance sportive de Tunis) : 10
- Hakim Braham (Étoile sportive du Sahel) : 9

### Meilleurs joueurs
Le concours organisé par le journal L'Action tunisienne et doté du prix du soulier d'or donne les résultats suivants :
- Khaled Ben Yahia (Espérance sportive de Tunis) : 45 étoiles
- Fethi Chehaibi, alias Bargou (Jeunesse sportive kairouanaise) : 42 étoiles
- Hmaid Romdhana (Club athlétique bizertin) : 41
- Lotfi Hassoumi (Étoile sportive du Sahel), Fethi Ouasti (Olympique de Béja), Adnène Laajili (Union sportive monastirienne) : 40 étoiles
- Abdelhamid Hergal (Stade tunisien) : 37 étoiles
- Mohamed Ali Mahjoubi (Avenir sportif de La Marsa) : 36 étoiles
- Ezzeddine Hadj Sassi (Océano Club de Kerkennah) : 35 étoiles
- Tarak Dhiab (Espérance sportive de Tunis) : 34 étoiles
- Taoufik Mhedhebi (Stade tunisien) : 32 étoiles

### Arbitres
23 arbitres tunisiens et sept arbitres algériens officient les matchs du championnat. Les plus sollicités sont :
- Habib Mimouni : 17 matchs
- Mohamed Salah Bellagha : 16 matchs
- Rachid Ben Khedija : 15 matchs
- Hamadi Chergui : 13 matchs
- Néji Jouini : 12 matchs

## Bilan de la saison
| Championnat de Tunisie de football 1986-1987 |                                     |
| Champion                                     | Étoile sportive du Sahel (6e titre) |
| Coupes et trophées                           |                                     |
| Vainqueur de la Coupe de Tunisie 1986-1987   | Club athlétique bizertin            |
| Qualifications continentales                 |                                     |
| Coupe des clubs champions africains 1988     | Étoile sportive du Sahel            |
| Coupe d'Afrique des vainqueurs de coupe 1988 | Club athlétique bizertin            |
| Coupe des clubs champions arabes 1988        | Club africain                       |
| Promotions et relégations                    |                                     |
| Promus en Ligue Professionnelle 1            | Grombalia Sports                    |
| Promus en Ligue Professionnelle 1            | Olympique du Kef                    |
| Promus en Ligue Professionnelle 1            | Avenir sportif de Kasserine         |
| Relégués en Ligue Professionnelle 2          | Océano Club de Kerkennah            |
| Relégués en Ligue Professionnelle 2          | Sfax railway sport                  |
| Relégués en Ligue Professionnelle 2          | Avenir sportif de La Marsa          |